# Sekčov
Der Sekčov (ungarisch Szekcső) ist ein 44 Kilometer langer Fluss in der Ostslowakei, in der traditionellen Landschaft Šariš und ein linker Nebenfluss von Torysa.
Der Fluss entspringt im Gebirge Čergov am Hang des Bukový vrch (1019 m n.m.) westlich der Gemeinde Hertník. Er fließt die ersten paar Kilometer durch eine Furche im Bergland Ondavská vrchovina nach Osten und wendet sich östlich von Hertník nach Süden. Zwischen Raslavice und Demjata windet sich der Fluss durch einen Durchbruch im Bergland und nach einem Halbkreis rund um den Burgberg von Kapušany beim gleichnamigen Ort wendet er sich nach Südwesten und fließt nunmehr im Kaschauer Becken. Zwischen Kapušany und Prešov meandriert der Fluss, bevor er das Stadtgebiet eintretet und die Stadt Prešov von den östlichen Stadtteilen wie Solivar und der Gemeinde Ľubotice trennt. Südlich des Stadtzentrums mündet der Sekčov in die Torysa.